# Bardsragujn chumb 1997
Il Bardsragujn chumb 1997 è stato la sesta edizione del campionato di calcio armeno, disputato tra il 3 agosto e il 16 novembre 1997 e concluso con la vittoria dell'FC Yerevan, al suo primo titolo.
Capocannoniere del torneo fu Arthur Petrosyan (Shirak) con 18 reti.

## Formula
Dopo due edizioni disputate secondo il calendario in uso nell'Europa occidentale tra l'autunno e la primavera, la federazione decise di ritornare a disputare il campionato tra la primavera e l'autunno, come nelle prime edizioni. Venne così organizzato un breve campionato di transizione che, a differenza di quello fatto nel 1995, assegnò il titolo di campione.
Il Van Yerevan si ritirò prima dell'inizio della stagione e le dieci squadre rimanenti disputarono un turno di andata e ritorno per un totale di 18 partite. La vincente si qualificò alla UEFA Champions League 1998-1999, la seconda alla Coppa UEFA 1998-1999 e la terza classificata disputò la Coppa Intertoto 1998 mentre l'ultima fu retrocessa. La penultima affrontò in un incontro di spareggio la seconda classificata della Aradżin Chumb per l'ultimo posto disponibile nella stagione successiva.
L'Homenmen-FIMA Yerevan cambiò nome in Erebuni-Homenmen Yerevan

## Squadre partecipanti
| Club             | Città    | Stadio | Posizione 1996      |
| ---------------- | -------- | ------ | ------------------- |
| Ararat           | Erevan   |        | 2°                  |
| Širak            | Gyumri   |        | 4°                  |
| P'yownik         | Erevan   |        | Campione di Armenia |
| Van Erevan       | Erevan   |        | 6°                  |
| Tsement Ararat   | Ararat   |        | 5°                  |
| Erebuni-Homenmen | Erevan   |        | 9°                  |
| Kotayk'          | Abovyan  |        | 7°                  |
| Erevan           | Erevan   |        | 3°                  |
| Karabakh         | Erevan   |        | 8°                  |
| Dvin Artashat    | Artašat  |        | Aradżin Chumb       |
| Lori             | Vanadzor |        | Aradżin Chumb       |

## Classifica finale
|                    | Pos. | Squadra          | Pt | G  | V  | N | P  | GF | GS | DR  |
| ------------------ | ---- | ---------------- | -- | -- | -- | - | -- | -- | -- | --- |
| Armenia (bandiera) | 1.   | Erevan           | 43 | 18 | 13 | 4 | 1  | 41 | 10 | +31 |
|                    | 2.   | Širak            | 41 | 18 | 12 | 5 | 1  | 46 | 8  | +38 |
|                    | 3.   | Erebuni-Homenmen | 35 | 18 | 11 | 2 | 5  | 35 | 20 | +15 |
|                    | 4.   | P'yownik         | 35 | 18 | 11 | 2 | 5  | 42 | 16 | +26 |
|                    | 5.   | Tsement Ararat   | 27 | 18 | 8  | 3 | 7  | 28 | 27 | +1  |
|                    | 6.   | Ararat           | 27 | 18 | 7  | 6 | 5  | 32 | 21 | +11 |
|                    | 7.   | Kotayk'          | 19 | 18 | 5  | 4 | 9  | 31 | 33 | -2  |
|                    | 8.   | Karabakh         | 18 | 18 | 5  | 3 | 10 | 13 | 28 | -15 |
|                    | 9.   | Dvin Artashat    | 7  | 18 | 1  | 4 | 13 | 16 | 52 | -36 |
|                    | 10.  | Lori             | 1  | 18 | 0  | 1 | 17 | 7  | 76 | -69 |

Legenda:

      Campione di Armenia e ammessa alla Champions League
      Ammessa alla Coppa UEFA
      Ammessa alla Coppa Intertoto
      Ammessa alla Coppa delle Coppe
 Ammessa allo spareggio promozione-retrocessione
      Retrocessa in Aradżin Chumb
Note:

Tre punti a vittoria, uno a pareggio, zero a sconfitta.

### Verdetti
- Erevan Campione d'Armenia e ammesso alla UEFA Champions League 1998-1999
- Shirak FC ammesso alla Coppa UEFA 1998-1999
- Erebuni-Homenmen  Ammesso alla Coppa Intertoto 1998
- Lori Vanadzor e Van Yerevan retrocessi in Aradżin Chumb

## Spareggio promozione/retrocessione
| Abovyan 20 novembre 1997 | Dvin Artashat | 3 – 1 | Spitak |  |

## Classifica marcatori
| Gol |  |  | Giocatore            | Squadra          |
| --- |  |  | -------------------- | ---------------- |
| 18  |  |  | Arthur Petrosyan     | Shirak           |
| 13  |  |  | Sevada Arzumanyan    | Erebuni-Homenmen |
| 11  |  |  | Mkrtich Hovhannisyan | Kotayk           |
| 10  |  |  | Varazdat Avetisyan   | Pyunik           |
| 10  |  |  | Tigran Yesayan       | Yerevan          |